# Gmina Bohinj
Gmina Bohinj (słoweń.: Občina Bohinj) – gmina w Słowenii. W 2010 roku liczyła 5300 mieszkańców.

## Miejscowości
Miejscowości wchodzące w skład gminy Bohinj:

- Bitnje
- Bohinjska Bistrica – siedziba gminy
- Bohinjska Češnjica
- Brod
- Goreljek
- Gorjuše
- Jereka
- Kamnje
- Koprivnik v Bohinju
- Laški Rovt
- Lepence
- Log v Bohinju
- Nemški Rovt
- Nomenj
- Podjelje
- Polje
- Ravne v Bohinju
- Ribčev Laz
- Savica
- Srednja vas v Bohinju
- Stara Fužina
- Studor v Bohinju
- Ukanc
- Žlan